# 春日部市立東中学校
春日部市立東中学校（かすかべしりつ ひがしちゅうがっこう）は、埼玉県春日部市樋堀にある公立中学校。

## 概要
1961年（昭和36年）開校。開校当初は現在の市立幸松小学校地に所在していたが現在は大落古利根川のほとりに校舎を構える。南西に春日部駅、南東に藤の牛島駅があり藤の牛島駅の方が300 mほど近いが春日部駅からは当校付近まで路線バスが運行されている。通学区域は市立幸松小学区、市立小渕小学区全域、市立牛島小学区一部（北部が東中学校、南部は豊野中学校に分かれる）となっている。小渕小学校区は自転車通学許可地域となっているので小渕小学校出身生徒はほとんどが自転車通学をする。
平成23年に50周年を迎え、平成25年11月30日に校舎が新しくなった。
主な卒業生にアンタッチャブルの山崎弘也、バスケットボール選手の渡嘉敷来夢らがいる。

## 学校行事
主な学校行事として以下のものが行われる。
- 4月

入学式
対面式
離任式
- 5月

体育祭（6月開催の年度もあり）
生徒総会
- 6月

修学旅行（7月又は5月実施の年度もあり）
学校総合体育大会
- 7月

期末テスト
3学年活動
- 9月

新人体育大会
- 10月

開校記念日（1日）
中間テスト
東中祭（合唱祭）
授業参観
- 11月

生徒会本部役員選挙
1年職場体験学習（3daysチャレンジ）
埼玉県民の日（14日）
2学年活動
期末テスト
- 1月

1年スキー教室（群馬県水上）
私立高校受験解禁日
- 2月

1学年活動
学年末テスト
埼玉県立高校入試
- 3月

球技大会
卒業式

## 部活動

### 運動部
- 野球部（男女 共）
- 陸上部（男女 共）
- バレーボール部（男女 共）
- 男女卓球部（男女 別）
- 男女バスケットボール部（男女 別）
- 男女テニス部（男女 別）
- 剣道部（男女 共）
- 水泳部（男女 共）
- サッカー部（男女 共）
- 柔道部（男女 共）

### 文化部
- ライフデザイン部（手芸部）
- 科学部
- 文芸部
- 美術部
- 吹奏楽部
- スポーツ愛好部